# Делабарт, Жерар
Жерар Делаба́рт (фр. Gérard de la Barthe, также фр. Guerard de la Barthe) — французский живописец, рисовальщик и гравёр, работавший в конце XVIII века.  Он покинул Францию, вероятно, во время революции, и уехал в Россию. В России Делабарт стал известен как искусный пейзажист. Его работы со своеобразным колоритом передают не только архитектуру, но и повседневную жизнь того времени.
Имя Делабарта известно благодаря его ведутам, работам в жанре повседневного городского пейзажа, в особенности Москвы. Его работы приобрели особую популярность после того как существенная часть облика Москвы того времени была утрачена из-за пожаров и разрушений в период Отечественной войны 1812 года..

## Биография
О жизни Делабарта известно очень мало. Французский автор Анри Беральди (фр. Henri Beraldi) упоминает некоего "J. de la Barthe", художника и автора гравюр, рождённого в 1730 году в Руане (Франция), однако достоверно не известно, что это тот самый Делабарт, о котором идёт речь в этой статье. Известно, что он обучался в школе французского художника Жозефа Мари Вьена в Париже. Примерно с 1787 по 1810 годы работал в России. Неизвестно покинул ли он Россию после этого, когда и где умер.

## Творчество

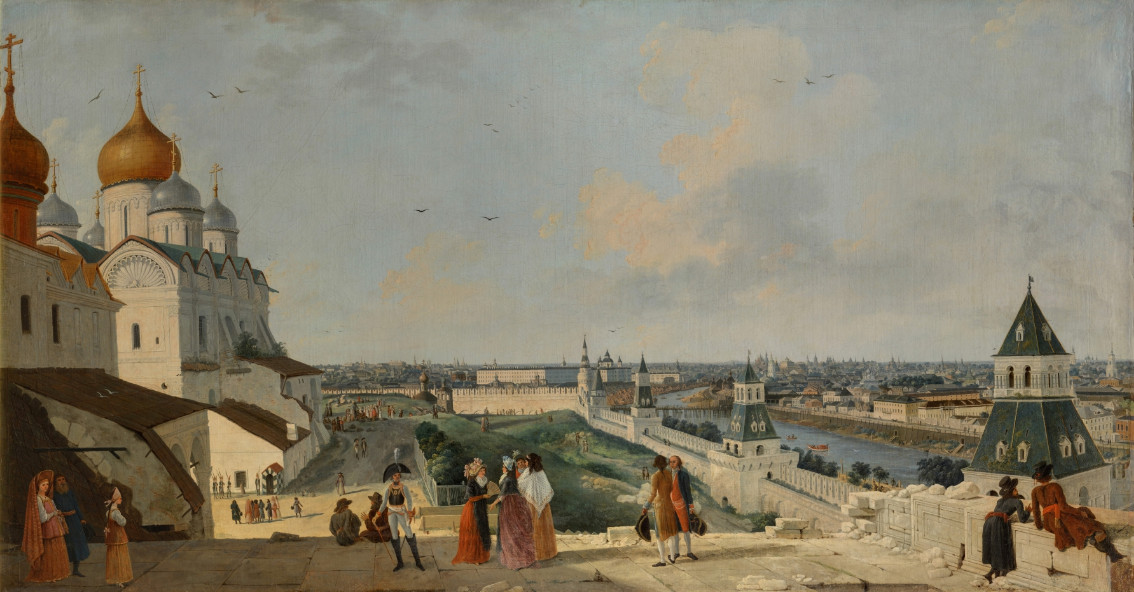
Вид на Москву с балкона Кремлёвского дворца в сторону Москворецкого моста, Ж. Делабарт, 1797

Известны лишь отрывочные сведения о творчестве Делабарта до его приезда в Россию. Немецкий искусствовед Георг Каспар Наглер упоминает о двух гравюрах по картинам голландского художника Яна Бота (1779 год, хранятся в Британском музее ), а также о нескольких других видах в овальном формате. Также в 1779 году в Журналь де Пари анонсировал издание гравюры La Rencontre des Flamands (с фр. — «Встреча фламандцев») по картине голландского художника Давида Тенирса, подписанной как Guerard De La Barthe (хранится в Национальной библиотеке Франции).
После приезда в Россию в конце 1780-х годов Делабарт написал серию работ с видами Царского Села. Позднее, во второй половине 1790-х создал картины и акварели с видами Москвы и окрестностей, послужившим источником для многочисленных гравюр, изданных как в России, так и в Западной Европе.
Первая серия гравюр по мотивам видов Москвы Делабарта была издана в 1799 году выходцем из Швейцарии Иоганном Вальзером (нем. Johannes Walser, также Jean Walser, 1739—1803), московским купцом 1-й гильдии. Гравюры были сделаны несколькими гравёрами по оригинальным акварелям Делабарта. На первых гравюрах этой серии есть посвящение императрице Екатерине II, они изготавливались в Санкт-Петербурге 1795—1796 годах. Оставшиеся гравюры имеют посвящение императору Павлу I, они были исполнены в Швейцарии и Германии. Каждое изображение было исполнено в двух вариантах — чёрно-белая гравюра и в технике офорта с раскраской вручную. В окончательном виде серия была представлена уже императору Александру I в 1801 году.
Всего в этой серии 12 гравюр:

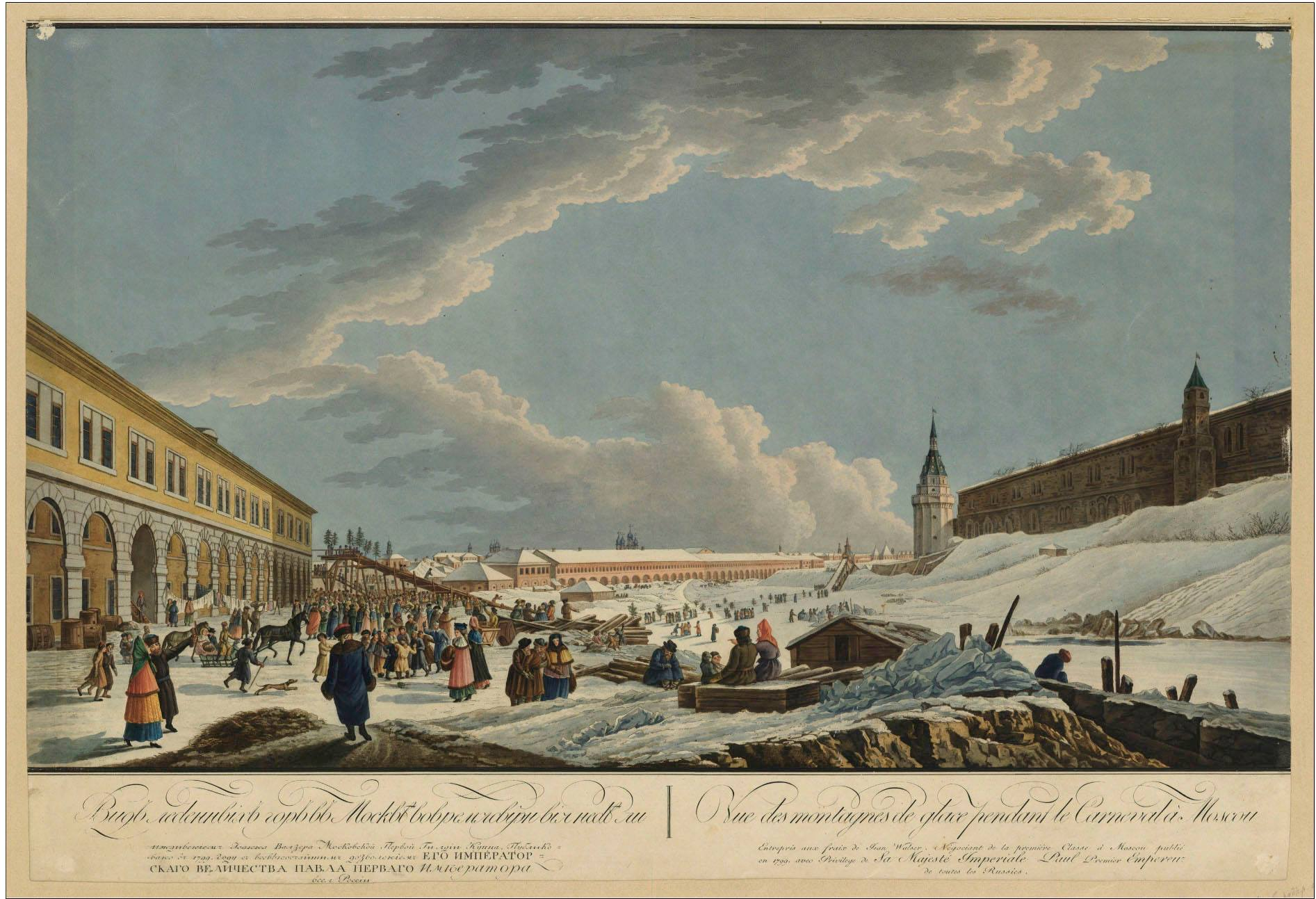
Вид ледяных гор в Москве во время сырной недели, Г. К. Ф. Оберкоглер с рис. Делабарта. 1799

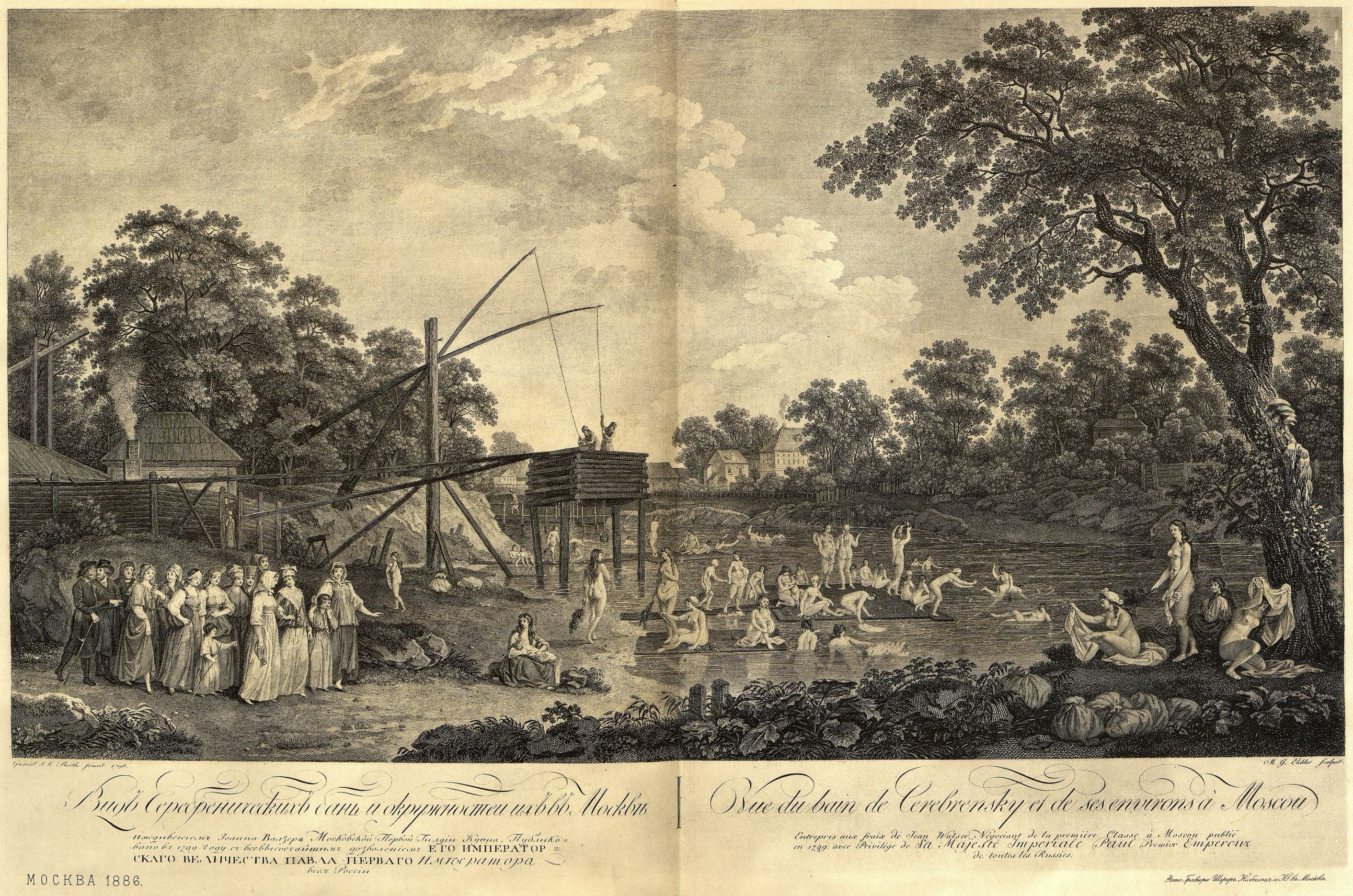
Вид Серебренических бань и окружностей их в Москве, Лори Г.-Л. с рис. Делабарта, 1796. Гравюра 1799 г.

- Вид города Москвы, снятый с балкона Императорского дворца по левую сторону[16]
- Вид города Москвы, снятый с балкона Императорского дворца по правую сторону
- Вид ледяных гор в Москве во время сырной недели
- Вид Спасских ворот и окружностей их в Москве
- Вид кремлёвского строения и его окружности в Москве
- Вид кремлёвского строения в Москве с Каменного моста
- Вид Подновинского предместья в Москве
- Вид Моховой и дома Пашкова в Москве
- Вид Серебренических бань и окружностей их в Москве
- Вид Каменного моста и его окружностей в Москве
- Вид Старой площади в Москве[17]
- Вид Яузского моста и дома Шапкина в Москве